# Două lumi (Star Trek: Generația următoare)
„Două lumi” (titlu original: „The Best of Both Worlds”) este un episod în două părți din al treilea și al patrulea sezon al serialului TV american științifico-fantastic Star Trek: Generația următoare, al 74-lea și al 75-lea episod în total. A avut premiera la 18 iunie 1990 (episodul 26, sezonul al treilea)  și 24 septembrie 1990 (episodul 1, sezonul al patrulea).
Episodul a fost regizat de Cliff Bole după un scenariu de Michael Piller. Invitat special este  Elizabeth Dennehy în rolul comandorului Shelby al Flotei Stelare.
Este considerat unul dintre cele mai populare episoade din Star Trek: Generația următoare.
În aprilie 2013, episodul a fost lansat ca un singur film cu formatul 1080p (raport de aspect 1.33:1) pe disc Blu-ray.

## Prezentare
Jean-Luc Picard este răpit de către borgi, care încep operațiunea de invazie a spațiului Federației.
În partea a II-a, Picard este salvat din mâinile borgilor în timp ce nava Enterprise se luptă pentru a salva Pământul. Numeroase nave ale Flotei Stelare sunt distruse de o singură navă borg, însă o echipă de Enterprise reușește să-l salveze pe Picard. Data stabilește o interfață de comunicare cu Picard, pe jumătate borg, și găsește o cale de a opri nava borg. 

## Rezumat

### Partea 1
Enterprise răspunde la un apel SOS din partea unei colonii a Federației și ajunge să descopere colonia dispărută. Federația suspectează că de vină este Borg - umanoizi cibernetici care asimilează indivizii în mintea lor colectivă.
Amiralul Flotei Stelare Hanson ajunge la bordul companiei împreună cu locotenentul comandant Shelby, un expert în rasa Borg, care ajută echipajul să stabilească cauza dispariției coloniei. Hanson îl informează pe căpitanul Picard că comandantului Riker i s-a oferit comanda unei nave stelare și îi sugerează lui Riker să accepte poziția, după ce a refuzat-o de două ori anterior. Deși există tensiune între Riker și ambițioasa Shelby - care vrea să preia funcția de prim-ofițer - aceștia confirmă că această colonie a fost asimilată de Borg. Hanson îl anunță pe Picard că o altă navă a Federației a întâlnit o navă ciudată „asemănătoare unui cub” înainte de a trimite un apel SOS care s-a încheiat brusc. Enterprise pleacă pentru a intercepta și se confruntă cu un cub Borg.
Borg cere ca Picard să se predea, dar acesta refuză. Deși inițial descurajat de modularea scutului Enterprise, Borg blochează nava într-o rază tractoare și începe să taie din carenă. Shelby sugerează schimbarea aleatorie a frecvenței fazerelor navei pentru a preveni adaptarea Borg la atac, ceea ce eliberează nava. Enterprise scapă într-o nebuloasă din apropiere, unde inginerul șef Geordi La Forge și aspirantul Wesley Crusher adaptează o tehnică sugerată de Shelby pentru a modifica deflectorul principal pentru a declanșa o descărcare masivă de energie capabilă să distrugă cubul Borg. Borg scoate Enterprise din nebuloasă, teleportează câteva drone Borg pe navă și îl răpește pe Picard. Cubul Borg se deplasează apoi cu o viteză warp mare spre Pământ, cu Enterprise pe urmele lor.
Riker, acum la comanda navei, se pregătește să se alăture unei echipe de cercetare pentru a se teleporta pe cub pentru a-l salva pe Picard, dar consilierul Troi îi amintește că locul său este acum pe puntea de comandă. Shelby conduce echipa de cercetare pe cubul Borg, unde sunt ignorați de dronele Borg. Echipa localizează uniforma și comunicatorul lui Picard și apoi distrug nodurile de distribuție ale puterii din interiorul cubului, forțându-l să iasă din warp. În timp ce echipa se pregătește să se teleporteze la Enterprise, îl văd pe Picard care a fost asimilat. Borg contactează Enterprise, iar Picard afirmă că este „Locutus din Borg” și se pregătește pentru asimilare. Riker îi ordonă lui Worf să tragă prin deflectorul principal.

### Partea a 2-a
Deflectorul principal nu are niciun efect asupra cubului Borg; Locutus dezvăluie că Borg s-a pregătit pentru acest atac folosind cunoștințele lui Picard. Cubul Borg continuă cu viteză warp spre Pământ, în timp ce Enterprise este paralizată fiind incapabilă să-l urmeze. După raportarea eșecului lor către Hanson, Riker este promovat la rangul de căpitan și o face pe Shelby primul său ofițer. Echipajul află că o flotă de nave stelare se adună în sistemul Wolf 359 pentru a opri cubul Borg. Guinan îi sugerează lui Riker că dacă vrea să învingă pe Borg și, eventual, să-i salveze viața lui Picard, să „îl lase pe Picard”, deoarece cunoștințele lui Picard sunt folosite pentru a contracara tactica Flotei Stelare.
Enterprise ajunge în sistemul Wolf 359 unde descoperă că Hanson a fost ucis și întreaga flotă distrusă. Apoi urmează emisia warp a cubului până la un punct de interceptare și se oferă să negocieze cu Locutus. Cererea este respinsă, dar comunicarea relevă locul lui Locutus în interiorul cubului. Enterprise se separă apoi în farfurie și secțiunea motorului stelar. Deși Shelby a sugerat să atace cu secțiunea motorului stelar, Riker face inversarea și poruncește secțiunii farfuriei să declanșeze salve de antimaterie în apropierea cubului, perturbând senzorii și permițând unei navete pilotate de locotenentul comandant Data și de locotenentul Worf să treacă de scuturile și de fasciculul laser Borg pentru a ajunge la bordul cubului Borg. Îl răpesc pe Locutus, dar Borgu ignoră acest lucru și continuă pe Pământ.
Data și Dr. Crusher creează o legătură neuronală cu Locutus pentru a avea acces la conștiința colectivă Borg. Data încearcă să folosească legătura pentru a dezactiva armele și sistemele defensive ale Borg, dar nu reușește, deoarece sunt protejate de protocoale de securitate. Picard se eliberează din controlul Borg și murmură, „somn”. Dr. Crusher comentează că Picard trebuie să fie epuizat din această încercare, cu toate acestea, Data descoperă că Picard sugerează accesul la subrutinele de regenerare Borg, care sunt mai puțin protejate decât sistemele cheie, cum ar fi armele sau alimentarea cu energie. Data emite o comandă către Borg pentru a intra în modul de repaus, provocând dezactivarea armelor și scuturilor lor. Se formează o buclă de feedback în cubul Borg, care distruge nava. Dr. Crusher și Data elimină implanturile Borg din Picard.
Enterprise așteaptă reparații la un șantier naval orbital, iar Riker, deși a primit comanda propriei nave, insistă să rămână ca prim ofițer pe Enterprise. Shelby este reatribuită la un grup de lucru dedicat refacerii flotei. Picard își revine, dar este încă deranjat de calvarul său.

## Actori ocazionali
- Colm Meaney - Miles O'Brien
- Elizabeth Dennehy - Lt. Commander Shelby
- George Murdock - Amiral J.P. Hanson
- Whoopi Goldberg - Guinan
- Majel Barrett - Computer Voice